# クロン (ドゥー＝セーヴル県)
クロン （Coulon）は、フランス、ヌーヴェル＝アキテーヌ地域圏、ドゥー＝セーヴル県のコミューン。ポワトヴァン湿地の観光の中心であり、『緑のヴェネツィア』（Venise Verte）の首都である。ポワトヴァン湿地の東側はマレ・ムイエ（marais mouillé）すなわち水にあふれた湿地と呼ばれ、反対側はマレ・デセシェ（marais desséché）、乾いた湿地と呼ばれる。

## 地理

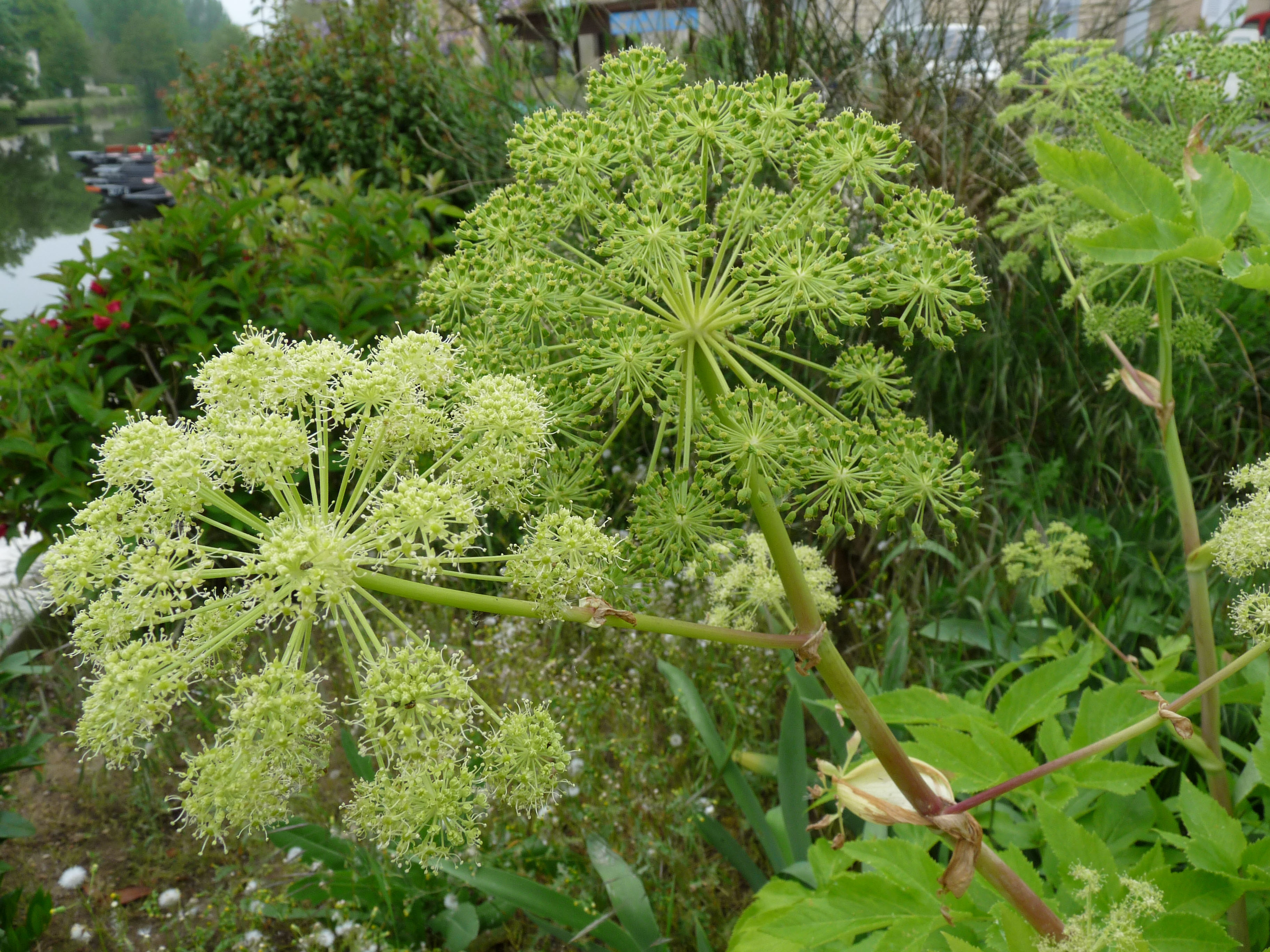
セイヨウトウキは、この地方で作られる菓子やペストリーの材料でもある

セーヴル・ニオルテーズ川が流れるマレ・ムイエの中心地である。町の周囲は水の流れる幅広い溝や運河に囲まれるだけでなく、一年のうち数か月間は土地が氾濫する。植物相（ポプラ、トネリコ、野生のアイリス、セイヨウトウキ）、動物相（ウシ、ヒツジ、アライグマ）に恵まれている。

## 歴史
語源学史は、町が869年にColunus、944年にColongia、1154年にColumsと呼ばれてきたことを示している。考古学研究は、定住地の古さを証明している。特に、ガロ＝ローマ時代の墓地とサルコファガス、新石器時代の重要な村、メロヴィング朝時代のサルコファガス、または青銅器時代からの霊柩車、最近になってグラン・シャンという場所にあるガリア時代の農場が明らかになっている。

## 行政
1973年3月1日より、クロンはサンセと合併してクロン＝サンセ（Coulon-Sansais）となった。しかし1981年1月1日から合併を解消し、それぞれ独立したコミューンに戻った。

## 経済

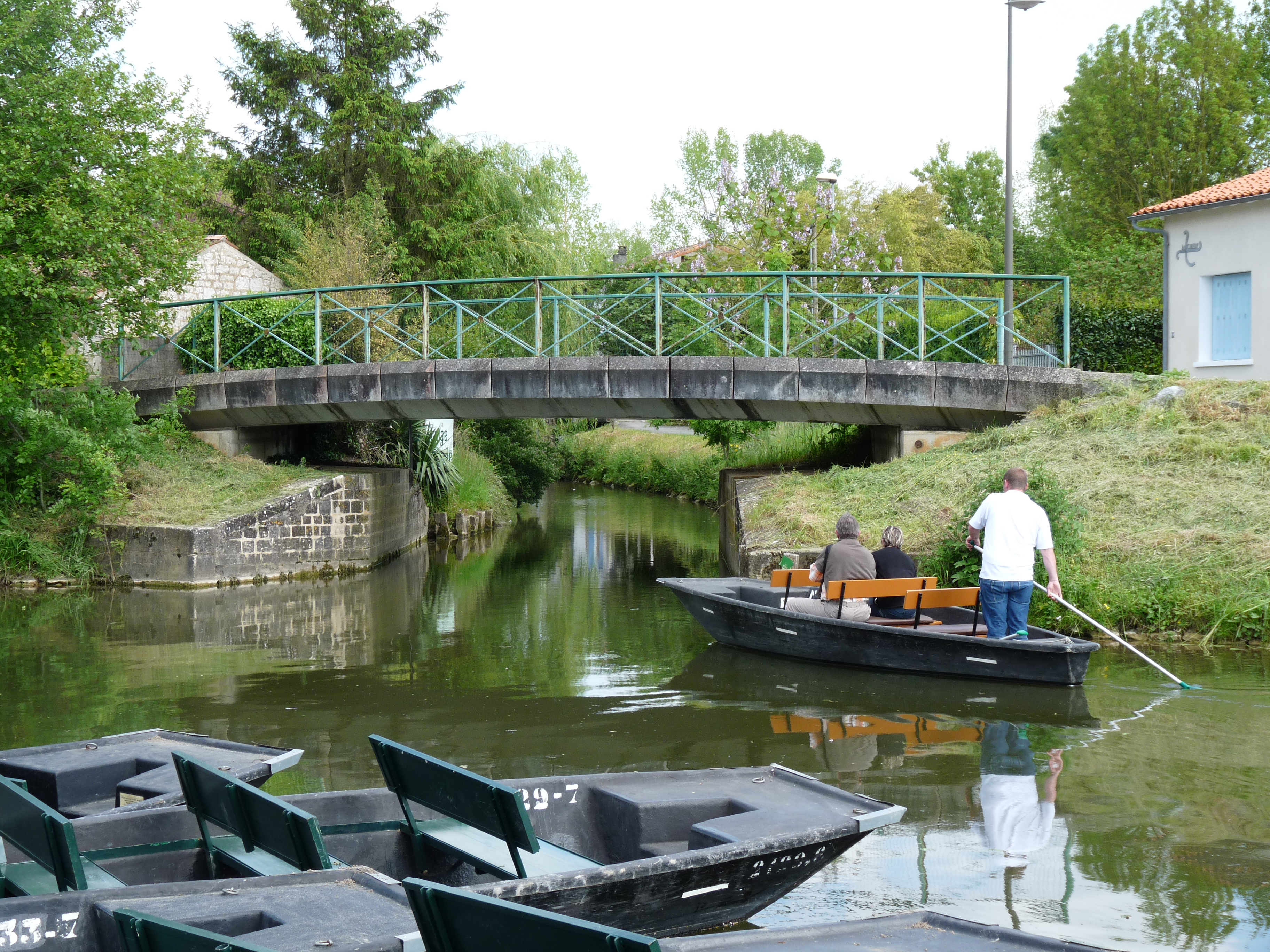
平底船

クロンは長い間、家畜の飼育や短期サイクルの農業で生計を立ててきた。今日では町の経済は、個人または団体で訪れる毎年の訪問者の多くを受け入れられるホテル、レストラン、民宿（シャンブル・ドット）の存在が証明するように、観光に基づいている。ここは、伝統的に地域の足となってきたバルク・プラートという平底船の出発点であり、ガイドあり・なしのどちらでも乗れるが、貸自転車も見つかるし、小規模な鉄道を使って行くこともできる。
2009年1月まで、クロンはフランスの最も美しい村に登録されていた。

## 人口統計
| 1962年 | 1968年 | 1975年 | 1982年 | 1990年 | 1999年 | 2008年 | 2013年 |
| ------ | ------ | ------ | ------ | ------ | ------ | ------ | ------ |
| 1408   | 1461   | 1975   | 1660   | 1870   | 2074   | 2210   | 2244   |

参照元:1962年から1999年までは複数コミューンに住所登録をする者の重複分を除いたもの。それ以降は当該コミューンの人口統計によるもの。1999年までEHESS/Cassini、2004年以降INSEE。

## 観光

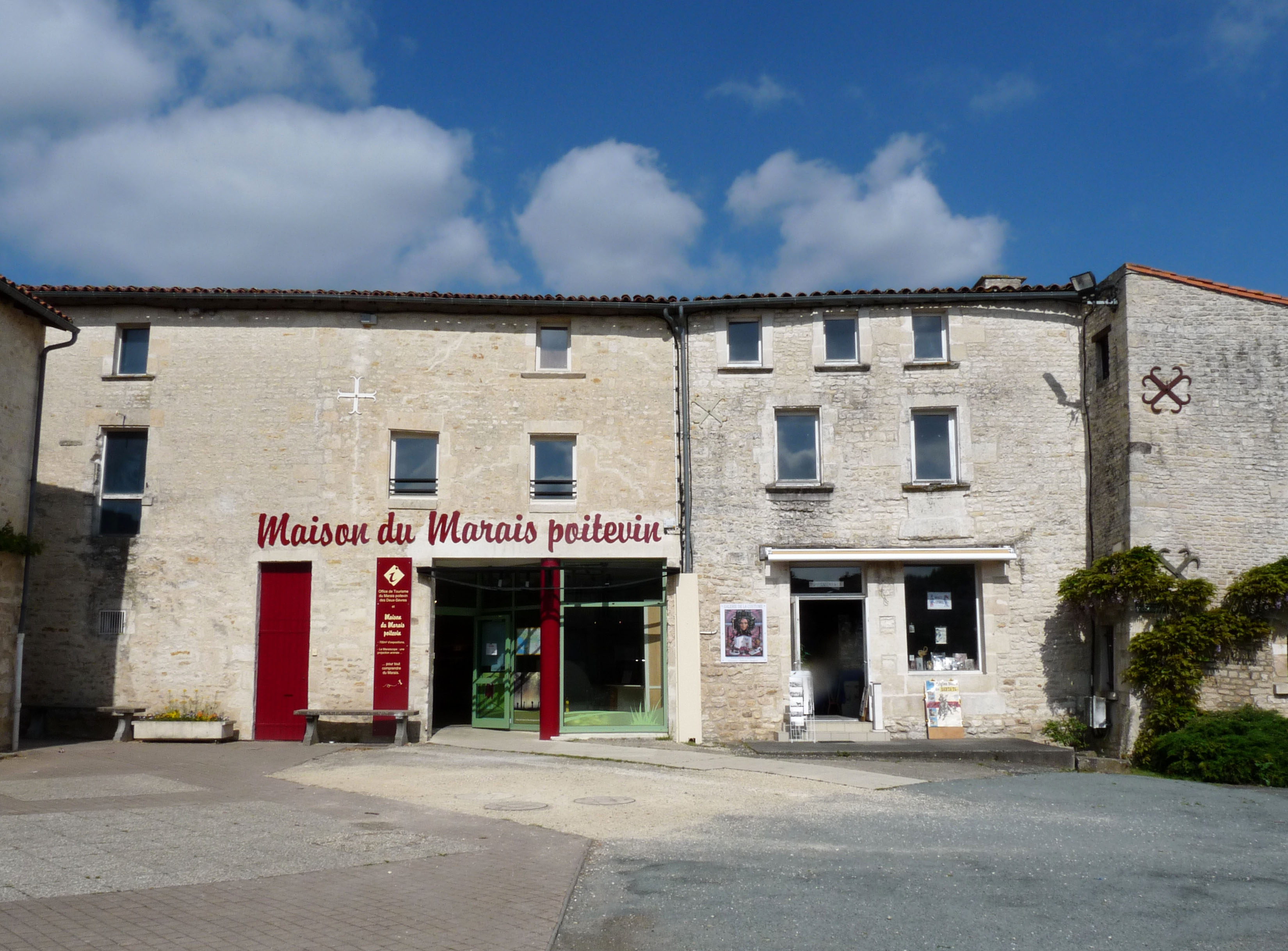
メゾン・デュ・マレ・ポワトヴァン

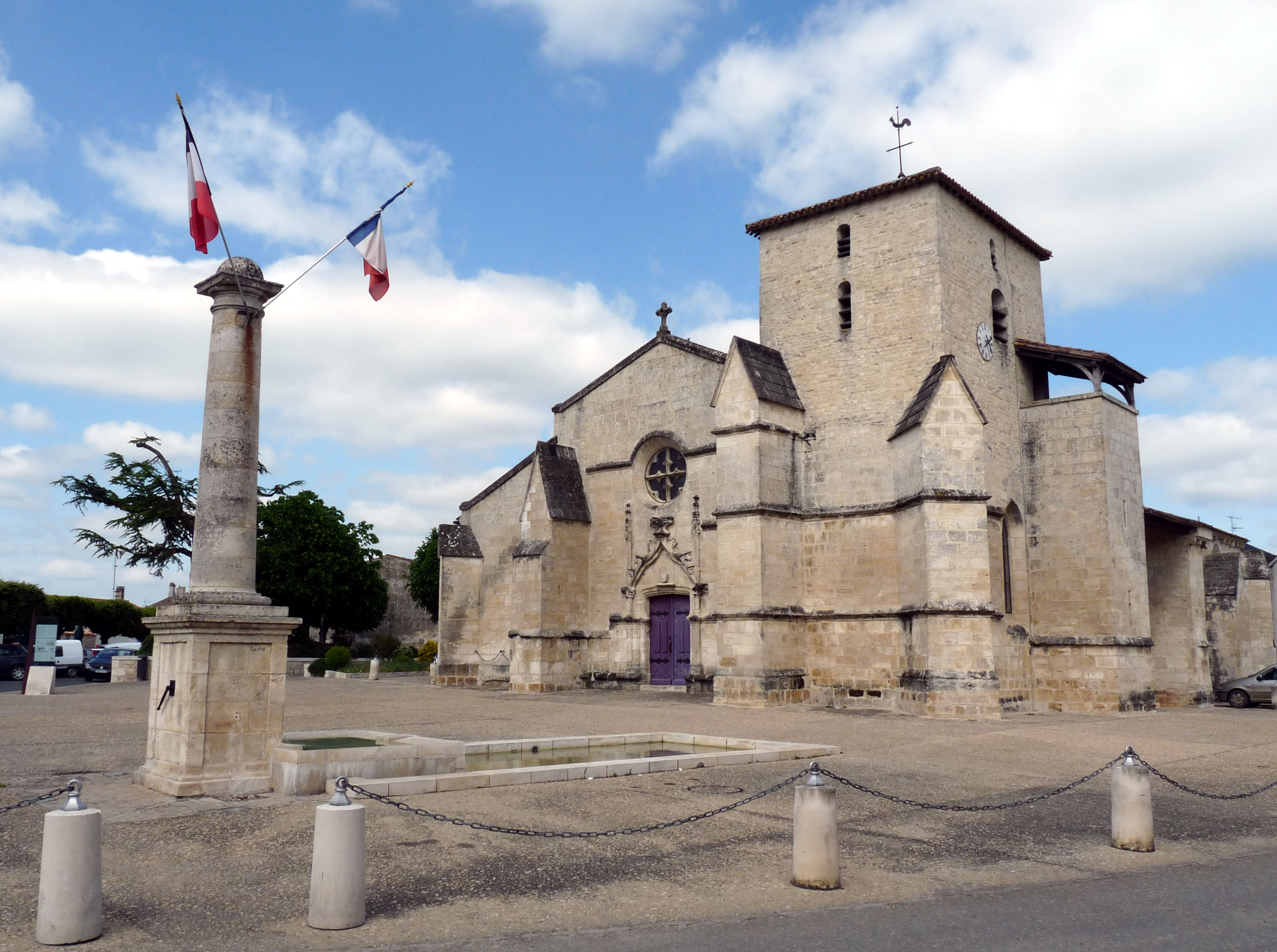
サント・トリニテ教会

- メゾン・デュ・マレ・ポワトヴァン（fr:Maison du marais poitevin） - エコミュージアム。かつては慣習法税務官の住宅であった。彼らは、船頭らによってセーヴル・ニオルテーズ川を使って輸送される品物に課税して徴収していた。こうして水路が維持されてきた。14世紀初頭にこの『セーヴルの大税務官』職が設置され、埠頭で職務を遂行した。ル・リヴァージュ（le rivage、岸）と呼ばれる場所は、ポワトヴァン湿地内のあらゆる村にあるそれぞれの小さな港にあった。
- サント・トリニテ教会 - 830年にシャルーの修道士たちによって設立。教会はカロリング朝時代とロマネスク様式の時代に再建された[4]。百年戦争後の15世紀に再建されたが、1569年に焼かれた。ナントの勅令が廃止されると、158人のユグノーたちがここで信仰の放棄を宣誓した。そのほかの者たちは湿地へ逃げるか、国外へ移住した。フランス革命の間、教会は干し草の納屋に使われ、一部は19世紀に再建された。